# Алмалы (Панфиловский район)
Алмалы (каз. Алмалы) — село в Панфиловском районе Жетысуской области Казахстана. Входит в состав Баскунчинского сельского округа. Код КАТО — 195635200.
Находится в 30 километрах от районного центра города Жаркент, в 5 км от границы Казахстана с Китаем.
Вблизи села (на территории Китая) найдены остатки древнего городища Алмалы.

## Население
В 1999 году население села составляло 2803 человека (1395 мужчин и 1408 женщин). По данным переписи 2009 года, в селе проживало 3007 человек (1506 мужчин и 1501 женщина).